# Persone legate alla guerra civile spagnola
Questa voce tratta delle personalità della guerra civile spagnola maggiormente di rilievo nella guerra di Spagna.
Il conflitto provocò una spaccatura tra la popolazione della seconda repubblica, compresi i militari e la società civile,  intellettuali e artisti.

## Schieramento repubblicano

### Repubblicani
- Manuel Azaña Díaz (1880-1940)
- Santiago Casares Quiroga (1884-1950)
- José Giral Pereira (1879-1962)
- Francisco López de Goicoechea Inchaurrandieta (1894-1973)
- Diego Martínez Barrio (1883-1962)

### Socialisti
- Julio Álvarez del Vayo (1891-1975)
- Julián Besteiro Fernández (1870-1940)
- Wenceslao Carrillo Alonso (1889-1963)
- Marcelino Domingo Sanjuán (1884-1939)
- Ángel Galarza Gago (1892-1966)
- Ramón González Peña (1888-1952)
- Francisco Largo Caballero (1869-1946)
- Rodolfo Llopis Ferrándiz (1895-1983)
- Juan Negrín López (1892-1956)
- Indalecio Prieto Tuero (1883-1962)
- Belarmino Tomás Álvarez (1887-1950
- Julián Zugazagoitia Mendieta (1898-1940)

### Anarchici
- Diego Abad de Santillán (1897-1983)
- Francisco Ascaso Budría (1901-1936)
- Buenaventura Durruti Dumange (1896-1936)
- Juan García Oliver (1901-1980)
- Cipriano Mera Sanz (1897-1977)
- Federica Montseny Mañé (1905-1993)
- Juan Peiró Bellis (1887-1942)
- Ángel Pestaña (1886-1937)
- Juan Puig Elias (1898-1972)

### Comunisti (PCE)
- Santiago Carrillo Solares (1915-2012)
- Enrique Castro Delgado (1907-1964)
- Joan Comorera i Soler (1895-1960)
- José Díaz Ramos (1896-1942)
- Francisco Galán Rodríguez (1902-1971)
- Valentín González González, "el Campesino" (1909-1985)
- Jesús Hernández Tomás (1907-1971)
- Ignacio Hidalgo de Cisneros (1894-1966)
- Dolores Ibárruri Gómez, "la Pasionaria" (1895-1989)
- Enrique Líster Forján (1907-1994)
- Juan Modesto Guilloto León (1906-1969)
- Rosario Sánchez Mora, "la Dinamitera" (1919- )
- Manuel Tagüeña Lacorte (1913-1971)
- Etelvino Vega Martínez (?-1939)
- Rafael Vidiella Rubio (1890-1982)

### Comunisti (POUM)
- Julián "Gorkin" Gómez García (1901-1987)
- Joaquín Maurín Juliá (1896-1973)
- Andreu Nin i Pérez (1892-1937)

### Nazionalisti Catalani (ERC)
- Jaume Aiguader i Miró (1882-1943)
- Lluís Companys i Jover (1882-1940)
- Federico Escofet Alsina (1898-1987)
- Josep Tarradellas i Joan (1899-1989)

### Nazionalisti baschi (PNV e Euskal Langileen Alkartasuna)
- José Antonio Aguirre Lecube (1904-1960)
- Manuel de Irujo y Ollo (1891-1981)
- Estepan Urkiaga Basaraz (1905-1937)
- Luis Arana (1862)-(1951)
- Jose Agerre (1889-(1962)
- Jesús María de Leizaola (1896-1989)
- Telesforo de Monzón (1904-1981)
- Ignacio de Rotaeche (1888-1951)
- Koldo Mitxelena (1915-(1987)

### Nazionalisti della Galizia
- Alfonso Daniel Rodríguez Castelao (1886-1950)
- Alexandre Bóveda Iglesias (1903-1936)
- Ánxel Casal Gosenge (1895-1936)
- Xoán Xesús González (1895-1936)

### Altri
- Ángel Ossorio y Gallardo
- Marina Ginestà

### Militari
- José Asensio Torrado (1892-1961)
- Alberto Bayo Giraud (1892-1967)
- Miguel Buiza Fernández-Palacios (1898-1963)
- Segismundo Casado López (1893-1968)
- Juan Hernández Saravia (1880-1962)
- Francisco Llano de la Encomienda (1879-1963)
- Julio Mangada Rosenörn (1879-1946)
- Toribio Martínez Cabrera (1874-1939)
- Leopoldo Menéndez López (1891-1960)
- José Miaja Menant (1878-1958)
- Sebastián Pozas Perea (1880-1946)
- Vicente Rojo Lluch (1894-1966)
- José Villalba Rubio (1899-1960)
- Antonio Escobar Huerta (1879-1940)
- Antonio Cordón García (1895-1969)

### Brigatisti internazionali
- Ilio Barontini (1890-1951)
- Camillo Berneri (1897-1937)
- Willy Brandt (1913-1992)
- Giuseppe di Vittorio, "Nicoletti" (1892-1948)
- Federico Fontanive, "Chico" (1905-1984)
- Lázaro Manfred Stern, "Emilio Kléber" (1898-1939)
- Oliver Law
- Luigi Longo, "Gallo" (1900-1980)
- André Marty (1886-1956)
- Pietro Nenni (1891-1980)
- Randolfo Pacciardi (1899-1991)
- Giovanni Pesce (1918-2007)
- Carlo Rosselli (1899-1937)
- Palmiro Togliatti (1893-1964)
- Vittorio Vidali, "Carlos Contreras" (1906-1983)
- Tina Modotti "Maria" (1896 -1942)

### Artisti e intellettuali spagnoli
- Rafael Alberti Merello (1902-1999) (poeta)
- Vicente Aleixandre Merlo (1898-1984) (poeta)
- Manuel Altolaguirre Bolín (1905-1959) (poeta)
- Fernando Macarro Castillo, "Marcos Ana" (1921-2016) (poeta)
- Max Aub (1901-1972) (scrittore)
- José Bergamín Gutiérrez) (1895-1983) (scrittore)
- Antonio Buero Vallejo (1916-2000) (scrittore)
- Luis Buñuel Portolés (1900-1983) (regista, attore e sceneggiatore)
- Luis Cernuda Bidón (1902-1963) (poeta)
- Felipe Camino Galicia, "León Felipe" (1884-1968) (poeta)
- Federico García Lorca (1898-1936) (poeta)
- Jorge Guillén (1893-1984) (poeta)
- Miguel Hernández Gilabert (1910-1942) (poeta)
- José Hierro del Real (1922-2002) (poeta)
- Antonio Machado Ruiz (1875-1939) (poeta)
- Pablo Ruiz Picasso (1881-1973) (pintor)
- Alfonso Daniel Rodríguez Castelao (1886-1950) (scrittore, pittore, medico, vignettista e politico)
- Pedro Salinas Serrano (1891-1951) (poeta)
- Ramón José Sender Garcés (1902-1982) (scrittore)
- María Zambrano Alarcón (1904-1991) (scrittrice)

### Artisti e intellettuali stranieri
- Robert Capa (1913-1954) (fotografo ungherese)
- Ernest Hemingway (1899-1961) (scrittore e giornalista statunitense)
- André Malraux (1901-1976) (scrittore francese)
- Pablo Neruda (1904-1973) (poeta cileno)
- Antoine de Saint-Exupéry (1900-1944) (scrittore francese)
- Eric Arthur Blair, "George Orwell" (1903-1950) (scrittore britannico
- Gerda Taro (Gerta Pohorylle) 1910-1937 fotografa e giornalista

## Schieramento nazionalista

### Militari
- Fidel Dávila Arrondo (1878 - 1962)
- Camilo Alonso Vega (1889-1971)
- Antonio Aranda Mata (1888-1979)
- Carlos Asensio Cabanillas (1896-1969)
- Fernando Barrón Ortiz (1892-1943)
- Juan Beigbéder Atienza (1888-1957)
- Alfonso Beorlegui Canet (1888-1936)
- Miguel Cabanellas Ferrer (1872-1938)
- Luis Carrero Blanco (1904-1973)
- Antonio Castejón Espinosa (1896-19??)
- Joaquín Fanjul Goñi (1880-1936)
- Álvaro Fernández Burriel (1879-1936)
- Francisco Franco Bahamonde (1892-1975)
- Nicolás Franco Bahamonde (1891-1977)
- Joaquín García-Morato (1904-1939)
- Rafael García Valiño (1898-1975)
- Manuel Goded Llopis (1882-1936)
- Francisco Gómez-Jordana y Sousa (1876-1944)
- Aldemaro Castilla Berrendero (1917-1936)
- Alfredo Kindelán Duany (1879-1962)
- José López-Pinto Berizo (1876-1942)
- José Millán-Astray y Terreros (1879-1952)
- Mohammed ben Mizzian (1897-1975)
- Emilio Mola Vidal (1887-1937)
- José Monasterio Ituarte (1882-1952)
- José Moscardó Ituarte (1878-1956)
- Agustín Muñoz Grandes (1896-1970)
- Luis Orgaz Yoldi (1881-1946)
- Rafael Ortiz de Zárate López (1891-1936)
- Gonzalo Queipo de Llano y Sierra (1875-1951)
- Apolinar Saenz de Buruaga y Polanco
- Eduardo Sáenz de Buruaga y Polanco (1893-1963)
- Andrés Saliquet Zumeta (1877-1959)
- José Sanjurjo Sacanell (1872-1936)
- Domingo Rey d´Harcourt (1883-1939)
- José Solchaga Zala (1881-1953)
- José Ungría Jiménez (1890-1968)
- José Enrique Varela Iglesias (1891-1951)
- Juan Vigón Suerodíaz (1880-1955)
- Juan Yagüe Blanco (1891-1952)
- Mariano Gamir Ulibarri (1877-1962)

### Falangisti
- José María de Areilza y Martínez-Rodas (1909-1998)
- José Luis Arrese Magra (1905-1986)
- Agustín Aznar Gerner (1911-1984)
- Raimundo Fernández Cuesta (1897-1992)
- Rafael Garcerán Sánchez (1906-19??)
- Manuel Hedilla Larrey (1902-1970)
- Ramiro Ledesma Ramos (1905-1936)
- José Antonio Primo de Rivera y Sáenz de Heredia (1903-1936)
- Pilar Primo de Rivera y Sáenz de Heredia (1907-1991)
- Onésimo Redondo Ortega (1905-1936)
- Dionisio Ridruejo (1912-1975)
- Ramón Serrano Súñer (1901-2003)
- Albert de Quintana i Vergés (Gerona 1904 - ?)
- Luis Mazo Mendo (Navalmoral de la Mata, Cáceres 1902 - Barcelona 1987),
- Josè Felix de Lequerica (1891-1963)

### Carlisti
- Alfonso Carlos de Borbón y Austria-Este, "Alfonso Carlos I" (1849-1936)
- Francisco Javier de Borbón-Parma y Braganza, "Javier I" (1889-1977)
- Tomás Domínguez Arévalo, conde de Rodezno (1883-1952)
- Manuel Fal Conde (1894-1975)
- José María Lammamié de Clairac y de la Colina (1887-1956)
- Gaetano di Borbone-Parma (1905-1958)

### Monarchici
- Carlo di Borbone-Due Sicilie Orleans (1908-1936)

### CEDA
- José María Gil-Robles y Quiñones (Salamanca, 1898 - Madrid, 1980) (politico e avvocato)
- Ángel Herrera Oria (Salamanca, 1886 - Madrid, 1968) (politico e giornalista)

### Lega Regionalista Catalana
- Francesc Cambó i Batlle (1876 - 1947)
- Ramon d'Abadal i Calderó (1862 - 1945)
- Ramon d'Abadal i de Vinyals (1888 - 1970)
- Pere Llosas i Badia (1870 - 1955)
- Josep Puig i Cadafalch (1867 - 1956)

### Dereita Galega
- Vicente Risco y Agüero (1884-1963)
- Ramón Otero Pedrayo (1888-1986)
- Alvaro Cunqueiro (1911-1981)

### Renovación Española
- José Calvo Sotelo, (Pontevedra, 1893 - Madrid, 1936), politico ed economista.

### Chiesa cattolica
- Isidro Gomá y Tomás (arcivescovo di Toledo) (1869-1940)
- Enrique Pla y Deniel (arcivescovo di Salamanca) (1876-1968)

### Financieros
- Juan March Ordinas (1880-1962)

### Tedeschi (Legione Cóndor)
- Wolfram von Richthofen (1895-1945)
- Hugo von Sperrle (1885-1953)
- Helmut Volkmann (1889-1940)

### Italiani (Corpo Truppe Volontarie)
- Annibale Bergonzoli (1884-1973)
- Gastone Gambara (1890-1962)
- Mario Roatta (1887-1968)
- Ettore Muti (1902 1943)
- Mario Berti
- Ettore Bastico
- Luigi Frusci
- Mario Bonzano
- Giovanni Valentini (combattente)
- Umberto Coppini

### Artisti e intellettuali spagnoli
- Jacinto Benavente y Martínez (1866-1954) (scrittore, Premio Nobel della Letteratura nel 1922)
- Camilo José Cela Trulock (1916-2002) (Scrittore)
- Salvador Dalí Domenech (1904-1989) (pittore)
- Manuel Delgado Barreto (1879-† 1936) (giornalista de La Nación)
- José María Hinojosa (1904-1936) (poeta e scrittore)
- Manuel Machado Ruiz (1874-1947) (poeta e scrittore)
- Eugenio d'Ors y Rovira (1881-1954) (Scrittore)
- José María Pemán Pemartín (1898-1961) (Scrittore)
- Ramón Pérez de Ayala y Fernández del Portal (1880-1962) (Scrittore)
- Josep Pla i Casadevall (1897-1981) (poeta)
- Luis Rosales Camacho (1910-1992) (poeta)
- Ramiro de Maeztu y Whitney (1875-1936) (Scrittore)
- Rafael Sánchez Mazas (1894-1966) (Scrittore)
- Gonzalo Torrente Ballester (1910-1999) (Scrittore)
- Fernando Valls Taberner (1882-1942) (storico)
- Salvador Espriu i Castelló (1913-1985) (poeta)
- Severo Ochoa de Albornoz (1905-1993) (scienziato)
- Pau Casals Defilló (1876-1973) (musicista)
- Ramón Gómez de la Serna (1888-1963)
- Dionisio Ridruejo (1912-1975) scrittore e politico
- Ramiro Ledesma Ramos (1905-1936), scrittore e filosofo
- Leopoldo Panero (1909-1962) scrittore
- Ernesto Giménez Caballero, scrittore

### Artisti e intellettuali stranieri
- Ezra Weston Pound (1895-1972) (Poeta e scrittore)
- Robert Brasillach (1909-1945) Scrittore